# مسجد سیاهپوشان
مسجد سیاهپوشان مربوط به دوره قاجار است و در دزفول، محله قدیمی سیاهپوشان واقع شده و این اثر در تاریخ ۱۲ بهمن ۱۳۸۱ با شمارهٔ ثبت ۷۰۹۵ به‌عنوان یکی از آثار ملی ایران به ثبت رسیده است.